# 諏訪哲二
諏訪 哲二（すわ てつじ、1941年 - ）は、元高校教師。「プロ教師の会」代表。埼玉県川越市在住。

## 人物・来歴
千葉県生まれ。本名・岡部忠義。1960年に定時制高校を卒業し、1964年に東京教育大学文学部卒業。埼玉県の高校で英語の教員を40年近く勤める。新設の県立高校教諭を長く務め、埼玉県立川越女子高校教諭を最後に2001年3月に定年退職。
プロ教師の会（埼玉教育塾）の代表の河上亮一と並んで著名である。現在、日本教育大学院大学の客員教授として講義を担当。
ちなみに「プロ教師の会」という名称は、埼玉県内の教師の勉強会として現場の実践の中から思想を生み出す事を目的にして現在の代表である河上亮一が作ったもので、当初は「埼玉教育塾」という名であった。それが後に著書を出すようになって当時の編集者が、埼玉という名がついていては地域的なものに受け取られてしまう可能性があるという理由で、「プロ教師の会」という名をつけたと言う。

## 著書
- 『イロニ－としての戦後教育』（白順社、1989年）
- 『反動的！ 学校、この民主主義パラダイス』（JICC出版局、1990年）
- 『日の丸』（JICC出版局、1991年）
- 『学校の終わり』（宝島社、1993年）
- 『＜平等主義＞が学校を殺した』（洋泉社、1997年）
- 『「管理教育」のすすめ』（洋泉社、1997年）
- 『ただの教師に何ができるか』（洋泉社、1998年）
- 『学校に金八先生はいらない』（洋泉社、1998年）
- 『教師と生徒は“敵”である』（洋泉社、1999年）
- 『学校はなぜ壊れたか』（ちくま新書、1999年）
- 『教育改革幻想をはねかえす』（洋泉社、2002年）
- 『プロ教師の見た教育改革』（ちくま新書、2003年）
- 『歌舞伎に学ぶ教育論』（洋泉社、2003年）
- 『オレ様化する子どもたち』（中公新書ラクレ、2005年）
- 『なぜ勉強させるのか? 教育再生を根本から考える』（光文社新書、2007年）
- 『学校のモンスター』（中公新書ラクレ、2007年）
- 『学力とは何か』(洋泉社新書y、2008年)
- 『自己チュー親子』(中公新書ラクレ、 2009年）
- 『間違いだらけの教育論』(光文社新書、2009年)
- 『生徒たちには言えないこと 教師の矜持とは何か?』(中公新書ラクレ、2012年)
- 『いじめ論の大罪 - なぜ同じ過ちを繰り返すのか?』(中公新書ラクレ、2013年)
- 『「プロ教師」の流儀　キレイゴトぬきの教育入門』(中公新書ラクレ、2014年)
- 『尊敬されない教師』(ベスト新書、2016年)
- 『教育改革の9割は間違い』(ベスト新書、2017年)
- 『学校の「当たり前」をやめてはいけない! 現場から疑う教育改革』(現代書館、2020年)

### 共著
- 『間違いだらけのいじめ論議』（宝島社、1995年）　小浜逸郎との共編著
- 『社説対決・五番勝負』森永卓郎,戸髙一成,長山靖生,桜井裕子共著 ラクレ編集部編（中公新書ラクレ、2007年）

## 注
1. ↑  『文藝家協会ニュース』2013年4月